# De Grote Dode
De Grote Dode in een van oorsprong Franse stripserie van de schrijvers Régis Loisel en Jean-Blaise Mitildjian. De tekeningen zijn van de hand van Vincent Mallié. De serie wordt sinds 2007 uitgegeven door uitgeverij Glenat en bestaat uit acht delen, die alleen verkrijgbaar zijn met harde kaft.

## Inhoud
De Grote Dode is een modern sprookje. In het eerste deel Bijentranen reist Pauline, een van de hoofdpersonen naar het Franse platteland om daar in alle rust een examen economie voor te bereiden als zij pech krijgt met haar auto. Ze ontmoet Erwan, de andere hoofdpersoon, die haar meeneemt naar meester Cristo, een oude zonderling die op een afgelegen plek woont. Bij Cristo krijgt Pauline oogdruppels (bijentranen) toegediend waarna ze verdwijnt naar een parallelle sprookjesachtige wereld waar de tijd anders verloopt. Erwan volgt haar spoedig.
De verhalen spelen zich vervolgens afwisselend af in de normale wereld en de sprookjeswereld. In de sprookjeswereld leven elfjes, die ongeveer 25 keer zo klein zijn als mensen, waar de tijd ongeveer 70 keer zo snel verloopt als bij ons en flora en fauna aanzienlijk verschillen van de normale wereld. Erwan en Pauline keren niet gelijktijdig terug in de gewone wereld waardoor er jaren zijn verstreken als zij elkaar weer ontmoeten.
Het elfenvolk is verdeeld in vier clans, die ooit op voet van oorlog met elkaar leefden. Lang geleden kwam er uit de mensenwereld een wijze man, die de clans met elkaar verzoende en vrede bracht. Na zijn vredesmissie trachtte hij terug te keren naar zijn eigen universum, maar er ging iets mis en hij bleef op de grens steken. Hij ging dood en zijn geraamte, echter met de gebruikelijke afmetingen, bleef achter in een ontoegankelijk elvenwoud. De Grote Dode is daar nog altijd en in zijn schedel is ruimte genoeg voor een elfentempel. Sinds dit zeldzame voorbeeld van geslaagd menselijk ingrijpen, hebben de elfjes op gezette tijden een mens nodig om het evenwicht tussen de clans te bewaren, en de riten die daarvoor nodig zijn spelen zich in de schedeltempel af. Andersom hebben de gebeurtenissen die plaatsvinden in de parallelwereld grote invloed op de mensenwereld.

## Albums
| Nummer | Titel             | Verschenen |
| ------ | ----------------- | ---------- |
| 1      | Bijentranen       | 2007       |
| 2      | Pauline           | 2008       |
| 3      | Blanche           | 2011       |
| 4      | Somber            | 2012       |
| 5      | Paniek            | 2015       |
| 6      | De bres           | 2016       |
| 7      | Laatste migraties | 2017       |
| 8      | Renaissance       | 2019       |